# Comuna Șekî, Lubnî
Șekî (în ucraineană Шеки) este o comună în raionul Lubnî, regiunea Poltava, Ucraina, formată din satele Hîtți și Șekî (reședința).

## Demografie
Componența lingvistică a comunei Șekî
     Ucraineană (99,37%)
     Alte limbi (0,63%)
Conform recensământului din 2001, majoritatea populației comunei Șekî era vorbitoare de ucraineană (99,37%), existând în minoritate și vorbitori de alte limbi.